# 微量營養素缺乏病
微量營養素缺乏病（英語：Micronutrient deficiency）是指植物或動物缺乏足夠的一種或多種微量營養素，因而無法維持最佳健康。人類和其他動物中，此病可分爲兩類，包括維生素缺乏症和礦物質缺乏症，而在植物中，這個術語則是用來形容植物缺乏某些必要的微量元素。

## 人類
全球有超過二十億人口患有微量營養素缺乏病，他們分佈於不同年齡層，發展中國家及已發展國家。缺乏某些營養素會引發多種疾病，加劇了不同人士對其影響全球人類健康的關注。主要的微量營養素包括碘，鐡，鋅，鈣，硒，氟和维生素A，B6，B12，B1，B2，B3和C。
在所有兒童死亡案例中，大約有10%的個案是由於微量營養素缺乏症而引致 ，亦因此引起了不同個人與組織對兒童福利的關注。缺乏必需維生素或礦物質如維生素A，鐡和鋅可能是因爲長期缺乏有營養的食物，或是受到如腸道蠕蟲之類的寄生蟲感染。也可能是由於疾病（如腹瀉或疟疾）導致的嘔吐或排便而導致營養物透過嘔吐物及糞便迅速流失。

## 植物
在植物中，微量營養素缺乏症（或微量元素缺乏症）是指植物生長時泥土中缺乏某些微量元素而導致的植物生理障礙。微量營養素和巨量營養素（氮，磷，硫，鉀，鈣和鎂）分別在於植物只需要攝入極少量的微量元素。
我們已知一些元素只需要很少量，就能夠維持正常的植物生長和發展。 缺乏某些營養素會不利於植物的生長和發展。一些在植物中發生的微量元素缺乏包括：缺鋅，缺硼，缺鐵和缺錳。

### 植物的必需微量礦物質[8]
- 硼，參與植物中的碳水化合物運送過程，同時亦協助調節新陳代謝。缺硼會導致芽枯死。
- 氯，對植物的滲透和離子平衡是必需的，同時亦中光合作用中扮演著重要的角色。
- 銅，用於合成酶和維生素A，缺乏銅的症狀包括葉端褐變和萎黄病。
- 鐡，用於合成葉綠素，也就是爲什麽植物缺鐵會導致萎黄病。
- 錳，可以激活一些涉及葉綠素生成的酶。缺錳植物會在葉片上的靜脈之間出現萎黄。錳的可用性會部分取決於泥土的pH值
- 鉬，對植物健康相當重要。植物用鉬來將硝酸鹽還原到可用的形式。有些植物亦會利用鉬來進行固氮作用，因此我們需要在種植蔬菜前在土壤裏加入鉬。
- 鎳，是激活脲酶所必需的，這種酶會參與將尿素轉化為氮的過程，稱爲氮循環。
- 鋅，用於構成葉綠素，并且可以用於激活很多植物的酶。植物缺鋅的症狀包括萎黄病和生長發育遲緩。